# Parasutra
Parasutra là một chi bọ cánh cứng trong họ Chrysomelidae.
Chi này được miêu tả khoa học năm 1994 bởi Medvedev.

## Các loài
Chi này gồm các loài:
- Parasutra furthi Medvedev, 1994